# Porto de Cabedelo
O Porto de Cabedelo é um porto situado na margem direita do estuário do rio Paraíba do Norte, em frente à Ilha da Restinga, na parte noroeste da cidade brasileira de Cabedelo, Paraíba, próximo ao Forte de Santa Catarina, na Região Metropolitana de João Pessoa. Com uma área de influência que abrange os estados da Paraíba, Pernambuco e Rio Grande do Norte, tem a administração exercida atualmente pela Companhia das Docas do Estado da Paraíba (Docas-PB), empresa pertencente ao Governo do Estado.
A área organizada do porto é constituída pelas instalações portuárias terrestres existentes na margem direita do rio Paraíba, desde a raiz do molhe de proteção na foz desse rio, prolongando-se até a extremidade do cais comercial, junto ao «Trapiche da Baleia», abrangendo todos os cais, rampas ro-ro, docas, pontes, píeres de atracação e de acostagem, armazéns, pátios, edificações em geral, vias internas de circulação rodoviária e ferroviária e ainda os terrenos ao longo dessas faixas marginais e em suas adjacências, pertencentes à União, incorporados ou não ao patrimônio do Porto de Cabedelo, ou sob sua guarda e responsabilidade.
Também pela infraestrutura de proteção e acessos aquaviários, compreendendo áreas de fundeio, bacias de evolução, canal de acesso e áreas adjacentes a esse até as margens das instalações terrestres do porto organizado, conforme definido anteriormente, existentes ou que venham a ser construídas e mantidas pela administração do porto ou por outro órgão do poder público.

## História

### Antecedentes
Em 1858, o inspetor da alfândega da Paraíba, Sr. José da Costa Machado Jr., emitiu um parecer sobre o Porto do Capim em que já mostrava preocupação com o declínio do comércio marítimo da capital paraibana em virtude do assoreamento deste. No parecer, ele mostrava a necessidade da construção de um porto na foz do Rio Paraíba, em Cabedelo:
A rapidez com que vai entupindo-se o porto e mais estreito tornando-se o canal nos augura mui triste futuro. (...) Em virtude da obstrução do porto e dos fatais efeitos do comércio indireto, a navegação e o movimento comercial estrangeiro na cidade da Parahyba decrescem a olhos vistos. Até 1825 construíam-se iates e querenavam-se navios neste porto da cidade, no excelente ancoradouro natural que oferecia o rio Sanhauá, confluente do Paraíba, a montante do local onde posteriormente construiu-se o célebre enrocamento vulgarmente denominado Ponte de Sanhauá.
Em 1867, o influente engenheiro militar brasileiro André Rebouças publicou nos então «Diarios Officiaes» uma série de matérias sobre a necessidade de criação de um porto em Cabedelo. As matérias, que exaltavam a posição econômica da Paraíba no cenário nacional, mostravam ainda os benefícios que a criação das docas de Cabedelo representaria à região. Em um de seus artigos ele escreve:
Primeiro do que tudo, cumpre estabelecer um fato: colocar a Província da Paraíba do Norte em sua verdadeira posição, demonstrando que sob o ponto de vista comercial ela ocupa atualmente o nono lugar entre todas as províncias do Império. E ainda mais, pelo seu comércio de exportação, competir-lhe-ia o sexto lugar, só tendo por superiores as províncias de Rio de Janeiro, Pernambuco, Bahia e Rio Grande do Sul.

### Construção
A iniciativa da construção de um porto na enseada de Cabedelo ocorreu na época do Segundo Reinado. Entretanto, o projeto só foi aprovado em 9 de junho de 1905, pelo Decreto-Lei nº 7.022.
O início da obra se deu em agosto de 1908, sendo concluídos 178m de cais e um armazém, em 16 de dezembro de 1917. Depois de longa paralisação, as obras foram retomadas na primeira metade do ano de 1932, como resultado de um compromisso assumido, em 1930, pelo governo federal com o governo da Paraíba, que reivindicava a execução de instalações adequadas às exportações do algodão produzido na região de Campina Grande.
A inauguração se deu em 23 de janeiro de 1935, com o governo estadual explorando-o de 7 de julho de 1931 até 28 de dezembro de 1978, quando a administração portuária foi transferida para a Empresa de Portos do Brasil S.A. (Portobras), criada pela 1975. Extinta essa empresa em 1990, a administração passou para a União.
Mediante o Convênio de Descentralização de Serviços Portuários nº 004/90, SNT/DNTA, celebrado em 19 de novembro de 1990, e por força do Decreto nº 99.475, de 24 de agosto de 1990, a administração do porto passou a ser exercida pela Companhia Docas do Rio Grande do Norte, por intermédio da Administração do Porto de Cabedelo. Em 4 de fevereiro de 1998 foi feito um novo convênio de delegação entre a União (Ministério dos Transportes) e o estado da Paraíba, passando o porto a ser administrado pela Companhia Docas da Paraíba – Docas/PB.

## Acessos
- Marítimo

A barra, na entrada do estuário do rio Paraíba do Norte, tem largura de 200 m e profundidade de 9,14 m, suficiente para a entrada de grandes embarcações.
O canal de acesso apresenta extensão total de 5,5 km, largura mínima de 120 m e profundidade de 9,14 m. Em meados de 2011, a profundidade foi avaliada em 11 metros com o término dos serviços de dragagem e manutenção.
- Ferroviário

O porto é servido pela Companhia Ferroviária Transnordestina, com seus 4.238 km de extensão de malha ferroviária, ligando-o aos Estados: Maranhão, Piauí, Ceará, Rio Grande do Norte, Pernambuco, Alagoas, Sergipe, além de Estados de outras regiões.
- Rodoviário

Pela rodovia federal BR-230, integrada à BR-101, as quais permitem a ligação com toda a malha rodoviária federal do país.
Tais rodovias cruzam a periferia de João Pessoa, cidade que dista do porto apenas 18 km.
- Fluvial

Através do rio Paraíba do Norte, apresentando condições de navegabilidade para embarcações com calado máximo de 6 m. Somente trafegam pequenas embarcações a montante do porto, não influindo no volume das cargas movimentadas.
- Aéreo

Aeroporto Internacional Presidente Castro Pinto, em João Pessoa, a 45 km.

## Estrutura

### Portuária
O cais acostável, com 602 m de extensão, é dividido em três trechos:
- Envolvimento, com três berços.
- Aplicação, com dois berços.
- Fechamento, com um berço.

O porto possui também uma rampa para atracação de navios roll-on-roll-off. As profundidades no local variam de 6 m a 9 m. O porto dispõe de sete armazéns, sendo quatro para carga geral, num total de 9.000 m², três para granéis sólidos, com área somando 6.000 m², e um frigorífico, desativado, com 2.000 m² para 1.500 t. Os pátios de estocagem são nove, sendo dois cobertos, compondo 1.310 m² e destinados a carga geral, e os outros sete, a céu aberto, para minério, carvão e contêineres, totalizando 18.500 m².
Na área portuária também existem instalações do setor privado, compreendendo dois silos de propriedade da Refinações de Milho Brasil (RMB), que recebem milho, com uma capacidade total de 5.000nt, e 50 tanques, pertencentes a diversas empresas distribuidoras de álcool e derivados de petróleo, totalizando 61.612 t de capacidade. As empresas são: Esso Brasileira de Petróleo S.A., Petrobras Distribuidora S.A., Norte Gás Butano Ltda., IAT – Companhia de Comércio Exterior, Companhia de Óleos Vegetais do Brasil (Convebras), Terminais de Armazenagem de Cabedelo Ltda. (Tecab).
O porto conta ainda com dois “redlers” de 150t/h; duas empilhadeiras de 3,5t; uma empilhadeira de 7,0t; um trator de 100 HPs, uma balança rodoviária de 60t; duas caçambas (“grabs”) automáticas de 1,6m3 e 2,0m3; dois guindastes de pórtico elétrico de 6,3 t.
O Porto de Cabedelo dispõe atualmente de 2 silos, com capacidade estática de 5.000 toneladas para recebimento de grãos, com 2.948m2 de área e de mais 6 silos com 4.475m2 de área arrendada a esta empresa, com capacidade estática de 30.000 toneladas de cevada, bem como outros grãos.

### Geral
- Energia elétrica

Treze tomadas ao longo do cais, com corrente 380 V/60 Hz, 60 tomadas de corrente de 440 V/60 Hz, destinadas ao uso de contêineres frigoríficos.
- Água

Rede com 28 hidrantes distribuídos na área portuária, sendo 12 no cais, facilitando o acesso em caso de emergência.
- Oficinas

Mecânica e carpintaria, para pequenos reparos.
- Comunicações

Tomadas telefônicas ao longo do cais, interligadas ao SNT.
- Linhas férreas

Com comprimento de 2.620,00 m, bitola 1,00 m.

## Localização
O Porto de Cabedelo está localizado no município de Cabedelo, Estado da Paraíba, na margem direita do estuário do Rio Paraíba, vizinho ao Forte Santa Catarina, monumento histórico do século XVI, em frente á ilha da Restinga. Suas coordenadas geográficas são: Latitude: 6º 38’ 40” S (Sul) e Longitude: 34º 50’ 18” W (Oeste). É o porto brasileiro mais próximo da Ásia, África e Europa.

## Movimentação de cargas
Em 2002, o porto movimentou 930.264 toneladas de carga no cais público, das quais 476.685 foram de granéis sólidos, 404.062 de granéis líquidos e 49.517 de cargas gerais.
Atracaram no porto, entre os anos de 2010 e 2016, os seguintes tipos de embarcação: Graneleiro (30%), Petroleiro (23%), Petroleiro/Químico (22%), Cargueiro (13%), Militar (7%), Passageiros (1%) e outros (4%). A maioria, 84% (894 navios), tinha como objetivo o desembarque de cargas, seja através da cabotagem ou da importação de cargas. Os principais produtos desembarcados foram os derivados de petróleo, representando 51% (452 navios), seguidos do trigo, com 15% (133 navios), e do petcoke, com 12% (103 navios). O Porto de Cabedelo recebe mensalmente toneladas de combustíveis líquidos. Devido a sua localização geográfica privilegiada ao longo do litoral Nordeste, o porto abastece não apenas o mercado paraibano, como também parte dos municípios de Pernambuco, Rio Grande do Norte e Ceará.